# Memphis Beat
Memphis Beat est une série télévisée dramatique américaine en vingt épisodes de 43 minutes créée par Joshua Harto et Liz W. Garcia, diffusée entre le 22 juin 2010 et le 16 août 2011 sur la chaîne TNT.
Cette série est inédite dans les pays francophones.

## Distribution
- Jason Lee : Detective Dwight Hendricks
- Alfre Woodard : Lieutenant Tanya Rice
- Sam Hennings (en) : Detective Charles « Whitehead » White
- DJ Qualls : Police Officer Davey Sutton
- Celia Weston : Paula Ann Hendricks
- Leonard Earl Howze : Detective Reginald Greenback
- Abraham Benrubi : Sgt. JC Lightfoot

## Production
Le 16 septembre 2010, la série est renouvelée pour une deuxième saison.
Le 14 octobre 2011, TNT annule la série.

## Épisodes

### Première saison (2010)
1. It's Alright Mama
2. Baby, Let's Play House
3. Love Her Tender
4. Polk Salad Annie
5. One Night of Sin
6. Run On
7. Suspicious Minds
8. I Shall Not Be Moved
9. Don't Be So Cruel
10. I Want to Be Free

### Deuxième saison (2011)
Elle a été diffusée à partir du 14 juin 2011.
1. At the River
2. Inside Man
3. Lost
4. Flesh and Blood
5. Things We Carry
6. Troubled Waters
7. Body of Evidence
8. Identity Crisis
9. Ten Little Memphians
10. The Feud